# IPod Hi-Fi
iPod Hi-Fi（アイポッドハイファイ）は、かつてAppleが開発・販売していた家庭用アンプ内蔵オーディオスピーカー。上部にUniversal Dockアダプタを装備し、iPod内の音楽を高音質で再生することができた。

## 寸法
- 幅：431.8mm
- 高さ：167.6mm
- 奥行き：175.3mm
- 重量：6.6kg

## その他の特徴
- iPod装着時は、Apple Remoteで操作できる。
- AC電源だけでなく、単1乾電池6本でも動作が可能。
- Apple Remoteと併用すれば、オーディオコンポのように使用できる。